# Mesoheros festae
Espèce
Mesoheros festae, le Cichlidé étendard, est une espèce de poissons d'eau douce, originaire d'Amérique centrale.

## Synonymes
- Cichlasoma festae (Boulenger, 1899)
- Herichthys festae (Boulenger, 1899)
- Heros festae Boulenger, 1899
- Nandopsis festae (Boulenger, 1899)

## Description
Mesoheros festae mesure jusqu'à 25 cm.

## Étymologie
Cette espèce est nommée en l'honneur d'Enrico Luigi Festa (1868–1939).